# Adalbert II Pobożny
Adalbert II Pobożny, w niektórych opracowaniach pojawia się jako Albrecht II Pobożny (ur. 1107, zm. 9 listopada 1137) – margrabia Austrii od 1136, rywalizował o marchię ze swoim bratem Leopoldem IV.
Był najstarszym synem Leopolda III Świętego.
Był dwukrotnie żonaty. Jego żonami były:
1. Adelajda (ur. ok. 1114 - zm. 25 marca przed 1132) - jej pochodzenie nie jest znane; Oswald Balzer, opierając się na bałamutnych źródłach, uznał ją za córkę Bolesława III Krzywoustego. Pogląd ten obalił Stanisław Kętrzyński, a stanowisko tego ostatniego poparli m.in. Karol Maleczyński, Gerard Labuda i Kazimierz Jasiński; obecnie za najbardziej prawdopodobny uchodzi pogląd, że Adelajda pochodziła z niemieckiego rodu "Chadoldensippe";
2. Jadwiga, córka Almosa i siostra Beli II Ślepego, króla Węgier.